# Абуль-Аббас Ахмад I аль-Фадль
Ахмад I (или Абу Хафс Абуль-Аббас Ахмад I аль-Фадль, ум. 1350) — пятнадцатый правитель государства Хафсидов в Ифрикии в 1349-1350 годах, четырнадцатый халиф Хафсидов.

## Биография
Ахмад был правителем Хафсидов в течение нескольких месяцев, с 1349 по 1350 год. Он был сыном Абу Яхьи Абу-Бакра II и вступил на трон после ухода султана Маринидов Абу-л-Хасана Али I, который в 1347 году оккупировал страну.
При жизни отца Ахмад был губернатором Боны. В 1349 году, когда султан Абу-л-Хасан бежал на запад под давлением восставших арабских племён, лидеры знати во главе с шейхом ибн Тафрагином провозгласили Ахмада халифом, но, похоже, шейх остался недоволен новым правителем и сверг его несколько месяцев спустя в пользу его брата, Абу Исхака Ибрахима II ибн Абу Бакра.